# 新・仁義なき戦い/謀殺
『新・仁義なき戦い／謀殺』（しん・じんぎなきたたかい／ぼうさつ）は、2003年2月15日公開の日本映画。高橋克典主演、橋本一監督。東京国際映画祭第15回記念大会のコンペティション作品。

## 解説
スタッフ・キャストを一新して2003年に製作された。舞台は大阪、名古屋。前作の阪本順治監督『新・仁義なき戦い。』とは打って変わって、仁義なき戦いのパブリックイメージにより近いスタイルで、エネルギッシュな人物像とやくざ抗争劇を描く。単独でも鑑賞に支障はないが、物語は前作『新・仁義なき戦い。』の後日談となっている。
高橋克典演じるいわゆる経済やくざと古いタイプの武闘派極道渡辺謙の対比が物語の特徴だが、前作『新・仁義なき戦い。』の「主人公二人が共感しつつも対立し、破滅していく」という図式は本作も引き継がれている。
また、音楽は東京スカパラダイスオーケストラが担当、おなじみのテーマ曲を現代風にアレンジしている。
キャッチコピーは、人間は…おっとろしい生きモンや。

## キャスト
- 尾田組若頭補佐 矢萩徹幸：高橋克典
- 尾田組若頭補佐 藤巻寛明(矢萩徹幸と佐奈田恒の兄貴分)：渡辺謙
- 渡辺秀美：南野陽子
- 尾田玲子(尾田組組長の後妻)：遠野凪子
- ツゲグループ社長 柘植直巳：伊原剛志
- 矢萩の顧問弁護士：山之内幸夫
- 尾田組若頭補佐 佐奈田恒：高知東生
- 辰柳朝次：小林健
- 大野厚成：山田純大
- ヒットマン(尾田組藤巻組系倉沢会組員)：滝田治：坂口憲二
- 佐奈田瞳：滝沢沙織
- 北条：薬師寺保栄
- 鴨真次：榊英雄
- 前田商事社長 前田正(竜紋会会長の実弟)：鹿内孝
- 森田医師：誠直也
- 新藤：田中哲司
- 竜紋会会長 前田茂一：志賀勝
- 佐橋組若頭 杉浦繁：隆大介
- 関東 道明会理事長 渡会将之：石橋蓮司
- 藤巻静江(藤巻寛明の妻)：夏木マリ
- 佐橋組尾田組組長 尾田常巳：小林稔侍

ナレーション
- 遠藤憲一

## スタッフ
- 監督：橋本一
- 製作：「新 仁義なき戦い/謀殺」製作委員会
- 企画：黒澤満、松田仁、川村龍夫（ケイダッシュ）
- プロデューサー：厨子稔雄、中山正久、岡田真
- 原作：飯干晃一（角川書店刊）
- 脚本：成島出、我妻正義
- 撮影：山本英夫
- 美術：吉田孝
- 照明：赤松均
- 録音：佐俣マイク
- 編集：米田武朗
- 整音：竹本洋二
- 記録：山下誠美
- 助監督：東伸児、佐藤晴夫、匂坂力祥
- 装置：梶谷信男
- 装飾：三木雅彦
- 持道具：吉田憲司
- 背景・塗装：池端松夫
- 建具：俣野忠司
- 衣裳：古賀博隆
- 美粧：田中利男
- 結髪：山田真佐子、野村佳代
- 音響効果：和田秀明
- 進行：芦田淳也、猪股和訓
- 擬斗：清家三彦
- 刺青：毛利清二
- ガン・エフェクト：BIG SHOT
- 劇用車：土橋淳史
- 衣裳コーディネイター：TCクレオ（宮本まゆみ、馬場順子）
- スタイリスト：高橋匡子（小林稔侍担当）野村昌司（伊原剛志担当）
- 方言指導：森保郁夫、小峰隆司、高畑志織
- ダンス指導：佐々木ダンス教授所（岡村由紀子）
- ビリヤード指導：木村義一
- 演技事務：石川正男
- スチール：山本和美
- 音楽：東京スカパラダイスオーケストラ/sembello（cutting edge）
「仁義なき戦い BGM」作曲：津島利章
- 音楽プロデューサー：石川光
- 企画協力：ケイダッシュ（谷口元一、石綿智巳）
- キャスティング：葛原隆康
- 進行主任：野口忠志
- 現像：東映ラボ・テック、IMAGICAウェスト
- 製作：東映ビデオ、東映衛星放送

## サントラCD
- 新 仁義なき戦い/謀殺 ORIGINAL SOUNDTRACK（2003年1月16日 cutting edge CTCR-14240）

## DVD
| 発売日       | タイトル              | 規格 | 品番       |
| ------------ | --------------------- | ---- | ---------- |
| 2003年8月8日 | 新・仁義なき戦い 謀殺 | DVD  | DSTD-02202 |

※DVDは2006年12月8日に期間限定出荷の廉価版として再発された後、2014年10月10日に「東映 ザ・定番」として継続的な廉価版として再発されている。Blu-rayは未発売。

## ノベライズ
- 松本賢吾『新 仁義なき戦い/謀殺』（2003年1月1日、角川書店）ISBN 978-4043559022
原作：飯干晃一　ベーシックストーリー：成島出、我妻正義